# Вишневський Карл Флоріанович
Ка́рл Флоріа́нович Вишне́вський (* 30 вересня (11 жовтня) 1805, Вербка — тепер Летичівський район, Хмельниччина — † 22 березня (3 квітня) 1863, Вербка) — український вчений у галузі ветеринарії, професор Харківського університету.

## З життєпису
Випускник Віленського університету 1830 року.
1837 року у Вільні захистив докторську дисертацію, з того ж року — екстраординарний професор Харківського університету, 1838 — ординарний професор.
При університеті 1839 року організував практичну ветеринарну школу.
1843 року вперше в Російській імперії порушив питання про необхідність страхування худоби.
1847 року йому на допомогу ад'юнктом ветеринарії призначено випускника Віленської медико-хірургічної академії Галицького Наполеона Дем'яновича.
1848 року пішов у відставку, решту життя прожив у своєму маєтку.
1851 року практична ветеринарна школа як така, що довела потрібність свого існування, перетворена в ветеринарне училище.
Загалом навчальний заклад підготував велике число як на ті часи спеціалістів — 70 ветеринарних лікарів та ветеринарних помічників.
Автор праць — російською та польською мовами — про чуму рогатої худоби, сап, інфлюенцу.
Читав лекції по зооанатомії, зоофізіології, зоопатології, екстер'єру, судовій ветеринарії, хірургії, акушерству, заразних хворобах. Окрім того вів практику.
Майже кожного року в часописах друкував наукові та науково-популярні статті — загалом до 25.
Дослідниками історії науки зараховується разом з професорами Ф. Е. Пільгером та Х. А. Екаблатом до засновників вітчизняної ветеринарії.